# 伯坦
伯坦（法語：Beutin，法語發音：[bøtɛ̃]）是法国上法蘭西大區加来海峡省的一个市镇，属于蒙特勒伊区。

## 地理
伯坦（50°29'28"N, 1°43'34"E）面积3 平方千米，位于法国上法蘭西大區加来海峡省，该省份为法国北部沿海省份，西北濒北海，南至索姆省，东临北部省。
与伯坦接壤的市镇（或旧市镇、城区）包括：布雷克桑-埃诺克、阿坦、拉卡洛特里。

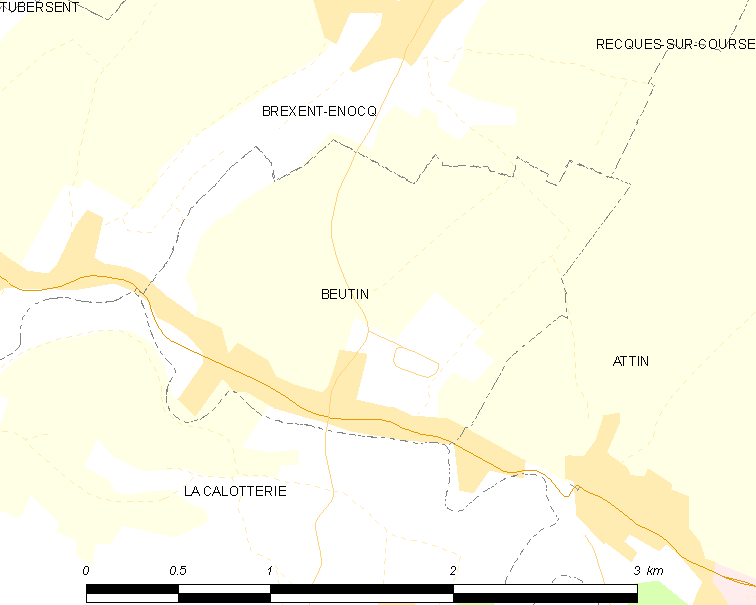
伯坦的OSM定位图

伯坦的时区为UTC+01:00、UTC+02:00（夏令时）。

## 行政
伯坦的邮政编码为62170，INSEE市镇编码为62124。

## 政治
伯坦所属的省级选区为贝尔克县。

## 人口

1962-2008年间伯坦人口变化图示

伯坦于2022年1月1日时的人口数量为434人。